# Lerge
Der Begriff Lerge stammt aus Niederschlesien und ist seit dem 19. Jahrhundert lexikalisch nachweisbar. Laut dem Schriftsteller Karl von Holtei und dem Sprachforscher Karl Weinhold bezeichnet „Lerge“ ursprünglich in der Grundbedeutung „schlecht, fehlerhaft“, ein „dürres schlechtes Pferd“ oder einen „dürren Hund“. Im übertragenen Sinne war damit ein „lüderliches Frauenzimmer“ gemeint. Das Wort „Lerge“ galt als „unfein“, aber nicht als vulgär.
Später weitete sich die Bedeutung des Begriffs aus. „Lerge“ wurde sowohl als Beschimpfung als auch als Kosewort benutzt, beispielsweise „du timplige Lerge“ („du dümmlicher Mensch“) oder „du verrückte Lerge“. Schließlich galt das Wort als Spitzname für die Bewohner Breslaus.
„O lerge!“ war ein allgemeiner Ausruf des Erstaunens, ebenso wie „ach du Lerge“ („ach du meine Güte“) oder auch „Lerge-box“. Das Wort wurde im Volksmund auch als Akronym für „Lieber Einziger Reizender Goldener Engel“ erklärt.
Diese Bedeutungsvielfalt beschreibt die Autorin Magdalena Maria Hönisch-Tunk 2007 so:
Sagten wir Kinder ‚Lerge‘, bekamen die meisten von uns ein paar hinter die Löffel. Sogar wir Gassenkinder durften nicht einmal einer Freundin im Zorn ‚Du doofe Lerge‘ an den Kopf werfen.

Dabei ist sie weder braun noch riecht sie schlecht. Also viel schöner, als das, was heute in aller Munde ist. Nun, was drückte Lerge aus? Sie konnte lieb sein und gemein!

Zum Beispiel:

Ein kleines Baby im Kinderwagen: ‚Ach ist das ’ne süße klene Lerge!‘

Der stolze Papa: ‚Na, kuck dir mal die klene Lerge an!‘

Der Junge, der von seinem Mädel schwärmt: ‚Das ist dir vielleicht ene Lerge, Lotschke Fisch! – Da hebste ob.‘

Die Frau, die vergeblich auf ihren Mann wartet: ‚Die alte Lerge sitzt sicher wieder in der Kneipe und besauft sich!‘

Die Streithähne: ‚Mensch Lerge, ich hau dir ene in die Flappe, dass dir die rote Suppe nachläuft!‘